# 脚桥核
脚桥核( PPN ) 或脚桥被盖核( PPT或PPTg ) 是位于脑干上脑桥的神经元集合。  它位于黑质尾部，邻近小脑上脚。它有两个亚核部分；致密部主要含有胆碱能神经元，耗散部主要含有谷氨酸能神经元和一些非胆碱能神经元。 脚桥核是网状激活系统的主要组成部分之一。   1909年，德国神经解剖学家Louis Jacobsohn-Lask首次描述了它。  

## 预测
脚桥核神经元将轴突投射到大脑的广泛区域， 特别是基底神经节的部分，例如丘脑底核、黑质致密部和苍白球内部。它还将它们发送到丘脑、小脑、基底前脑、下脑干、大脑皮层、辅助运动区以及体感和运动皮层的目标。   
它接收来自大脑许多区域的输入。 它既投射到基底神经节的大部分部分，也从其接收输入，但黑质致密部（它投射到但不接收输入）和黑质网状部（它接收来自但不接收输入）的输入除外。不投影到）。  

## 功能
脚桥核参与许多功能，包括唤醒、注意力、学习、奖励以及随意的肢体运动和运动。  虽然一度被认为对于运动的启动很重要，但最近的研究表明它在向大脑皮层提供感觉反馈方面发挥着作用。 它还与快速眼动睡眠的产生和维持有关。 
最近的研究发现，脚桥核参与运动的规划，并且在真实和想象的运动过程中，脚桥核中的不同神经元网络被打开。 

## 帕金森病
目前正在研究是否可以使用脚桥核的深部脑刺激来改善帕金森病中发现的步态和姿势困难。  